# HL Tauri
HL Tauri (abgekürzt HL Tau) ist ein sehr junger veränderlicher Stern des Typus T-Tauri
im Sternbild Stier, der sich in der Taurus-Molekülwolke befindet und etwa 450 Lichtjahre von der Erde entfernt ist.
Die Leuchtkraft und die effektive Temperatur lassen auf ein Alter von weniger als 100.000 Jahre schließen.
Mit einer scheinbaren Helligkeit 15,1 mag kann er nicht mit dem bloßen Auge beobachtet werden. Er ist von einer protoplanetaren Scheibe mit konzentrischen dunklen Bereichen umgeben, in denen wahrscheinlich Planeten entstehen.
Polarjets dieser Scheibe bilden das Herbig-Haro-Objekt HH 150.

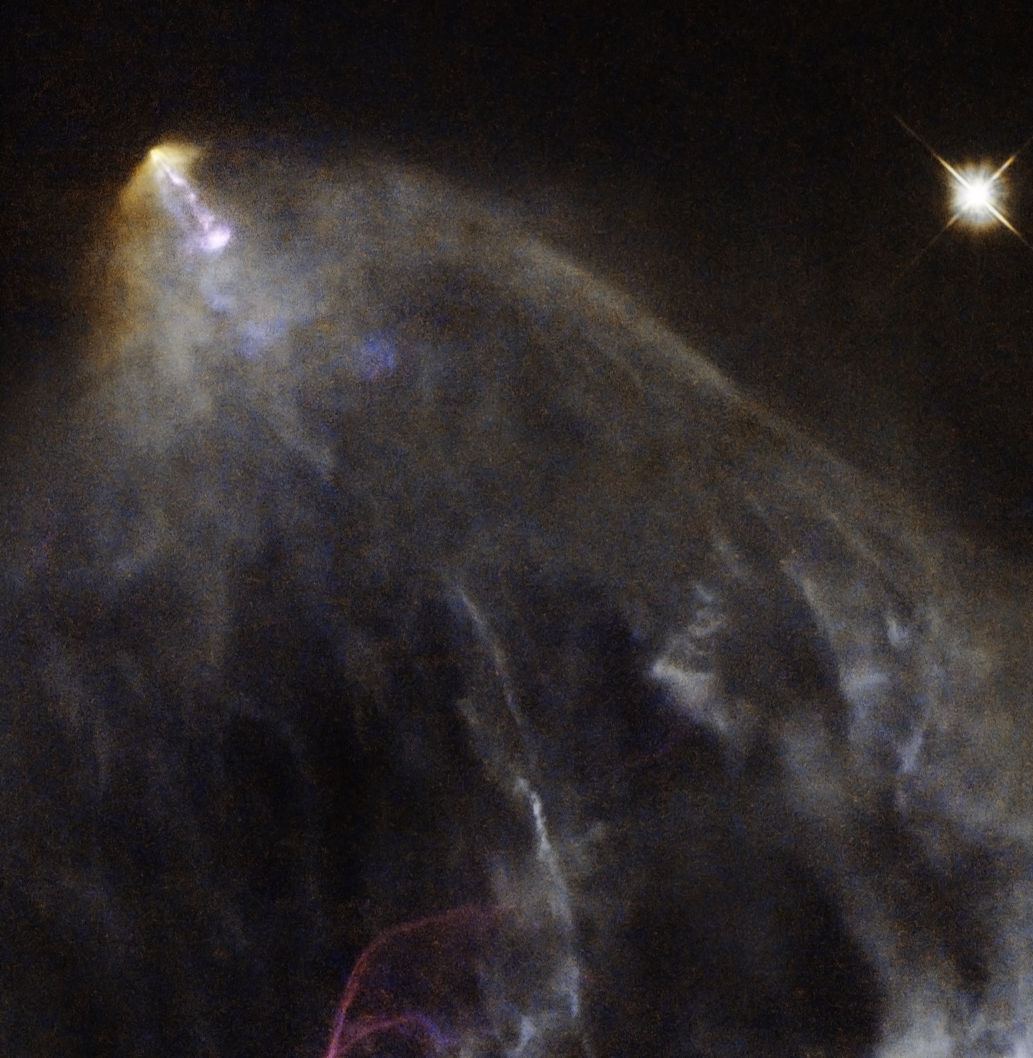
Aufnahme des Herbig-Haro-Objekts HH 151 mittels des Hubble Space Telescope im sichtbaren Licht; die ionisierten Atome des Jets sind durch Linienfilter violett hervorgehoben.
Interferometrische Aufnahme des ALMA-Observatoriums der Submillimeterwellen-Emission; die Seitenlänge entspricht 1,8 Bogensekunden.